# إنكيوين سور بايلونس
إنكيوين سور بايلونس (بالفرنسية: Enquin-sur-Baillons)‏ هي بلدية تقع في إقليم باد كاليه من منطقة نور با دو كاليه في شمال فرنسا. تبلغ مساحة هذه المدينة 4.98 (كم²)، وترتفع عن سطح البحر 60 م، يبلغ عدد سكانها 173 نسمة حسب إحصاء المعهد الوطني للإحصاء والدراسات الاقتصادية سنة 2009 م. وترأس Francis Seneschal البلدية خلال فترة (2008-2014).